# 13086 Sauerbruch
13086 Sauerbruch eller 1992 HS4 är en asteroid i huvudbältet som upptäcktes den 30 april 1992 av den tyske astronomen Freimut Börngen vid Tautenburg-observatoriet. Den är uppkallad efter den tyske läkaren Ferdinand Sauerbruch.
Asteroiden har en diameter på ungefär 11 kilometer och den tillhör asteroidgruppen Dora.